# MDC Partners
MDC Partners ist eine Unternehmensholding mit Sitz in Toronto (Kanada) und New York City (USA), die vor allem Anteile an Werbeagenturen hält. Sie gehört zu den weltgrößten Gruppen der Branche, die US-amerikanische Tochtergesellschaft Crispin Porter + Bogusky zu den renommiertesten Agenturen der Welt. Im Unterschied zu anderen Holdings der Branche hält MDC in der Regel Mehrheitsanteile, typischerweise 51 %. 
MDC Partners hat die Rechtsform einer Aktiengesellschaft (Incorporated), die Aktie wird sowohl an der US-Börse NASDAQ als auch an der Toronto Stock Exchange gehandelt. Die 1980 gegründete Gruppe erzielte 2008 einen Umsatz von 584,6 Millionen US-Dollar und beschäftigte rund 5700 Mitarbeiter. Gründer, Chairman und CEO des Unternehmens ist Miles S. Nadal. Kunden hat MDC überwiegend in Nordamerika und Lateinamerika sowie in Europa. Zu den Hauptkunden zählen Sprint Nextel (rund 20 % Umsatzanteil), Burger King, Volkswagen Group of America, AOL, Xerox und Nestlé Purina PetCare.
Hauptaktivitätsfelder von MDC sind Strategic Marketing Services (SMS), Customer-Relationship-Management (CRM) und Specialized Communication Services (SCS). Im Bereich SMS ist das bekannteste Tochterunternehmen die Agentur Crispin Porter + Bogusky mit Sitz in Miami und Boulder (Colorado). Weitere Anteile werden gehalten unter anderem an Allard Johnson, Colle + McVoy, Fletcher Martin, HL Group Partners, kirshenbaum bond + partners, Mono Advertising, Redscout, Skinny (NY City), VitroRobertson, Zig und an der Zyman Group. Zum Bereich CRM gehört die Tochter Accent Marketing Services, zum Bereich SCS zählen Accumark Communications, Bruce Mau Design, Bryan Mills Iradesso, Computer Composition, Hello Design, Henderson BAS, Northstar Research Partners, Onbrand, Source Marketing, TargetCom, Veritas Communications und Yamamoto Moss Mackenzie.